# Le Choix de fiancée pour le tsar
Pour plus de détails, voir Fiche technique et Distribution.
Le Choix de fiancée pour le tsar (Выбор царской невесты) est un film russe réalisé par Vassili Gontcharov, sorti en 1909. Le film est considéré comme perdu.

## Fiche technique
- Photographie : Vladimir Siversen
- Production : Alexandre Khanjonkov

## Distribution
- Andreï Gromov
- Piotr Tchardynine
- Antonina Pojarskaïa
- Maria Tokarskaïa